# Baureihe 242
Baureihe 242 - lokomotywa elektryczna produkowana w latach 1962-1976 dla kolei wschodnioniemieckich. Wyprodukowano 292 elektrowozy. Lokomotywy zostały wyprodukowane do prowadzenia pociągów towarowych i osobowych na zelektryfikowanych liniach kolejowych. Niektóre lokomotywy eksploatowane były na kolejach szwajcarskich.